# 前橋まつり
前橋まつり（まえばしまつり）は、例年10月の土日に群馬県前橋市の中心部で行われる祭り。前橋初市まつり、前橋七夕まつりとともに前橋三大まつりに数えられる。

## 概要
1948年（昭和23年）に「復興祭」として開催され、1949年（昭和24年）に「商工祭」と改め、1959年（昭和34年）に「前橋まつり」となる。元々行われていた山車祭り(手古舞も登場)に加え、だんべえ踊りや、八木節、市内小学生による鼓笛パレード、中学生による吹奏楽演奏などが催される。
- 2019年は、台風19号の接近に伴う悪天候が予想されることから開催が中止された[1]。
- 2020年は、新型コロナウイルス感染防止のため中止となった。「webで前橋まつり2020」をYouTubeで生配信した。

## アクセス

### 鉄道
- 前橋駅から徒歩で約10分
- 中央前橋駅から徒歩で約5分

### 車
- 関越自動車道前橋ICから国道17号方面へ約10分
- グリーンドーム前橋の無料駐車場から無料バス